# La Chaux-de-Fonds
La Chaux-de-Fonds svájci város. Svájc Neuchâtel kantonjában a róla elnevezett kerület székhelye. A svájci Jura kanton legnagyobb, ezzel együtt francia Svájc harmadik legnagyobb városa. A város a tengerszint felett 1000 méteren található, így Európa legmagasabban fekvő nagyvárosa.

## Történelem
Első írásos emlék 1350-ből való, la Chaz de Fonz a település akkori neve.
La Chaux-de-Fonds a 17. században Neuenburg hercegség része volt, 1707-től perszonálunióban állt Poroszországgal. 1806-ban I. Napóleon francia császár meghódította a területet, és 1815 után lett Svájc része.

## Lakosság
A lakosság 85,5%-a francia, 3,6%-a olasz, 3,2%-a portugál, 2,4%-a német anyanyelvű. 1880-ban még a lakosság 31%-a volt német.
| Lakosok száma | 38 267 | 38 965 | 38 625 | 37 942 | 37 233 |
|               | 2012   | 2016   | 2017   | 2018   | 2023   |

## La Chaux-de-Fonds-ban születtek
- Louis Chevrolet, amerikai autógyáros, cégalapító
- Le Corbusier, Építész várostervező
- Nicole Petignat, labdarúgó-játékvezető

Lenin svájci emigrációja idején La Chaux-de-Fonds-ban lakott.

## Sport
- Futball: FC La Chaux-de-Fonds
- Jéghoki: HC La Chaux-de-Fonds

## Múzeumok
- Musée International d'Horlogerie (Nemzetközi óramúzeum)
- Musée des Beaux-Arts (Művészeti múzeum)
- Musée d'histoire naturelle (Természeti múzeum)
- Musée paysan et artisanale (Szerszámmúzeum)

## Kultúra
A településen van az Eszperantó-Kulturcentrum (Kultura Centro Esperantista). Könyvtár, Mozi, színház, vadaspark is van a városban.